# Psellocoptus buchlii
Psellocoptus buchlii är en spindelart som beskrevs av Reiskind 1971. Psellocoptus buchlii ingår i släktet Psellocoptus och familjen flinkspindlar.
Artens utbredningsområde är Venezuela. Inga underarter finns listade i Catalogue of Life.